# فرهنك سروري
فرهنك سروري أو مجمع الفرس أو لغة سروري هو قاموس فارسي ألفه الشاعر ومؤلف المعاجم الصفوي سروري كاشاني [الإنجليزية] في 1599/1600. وقد تم تخصيصه للحاكم الصفوي شاه عباس الأول (حكم. 1587–1629). بعد أن أصبح على دراية بكتاب فرهنك جهانكيري بحلول عام 1618، أنشأ السروري طبعة ثانية من فرهنك سروري، مما أدى إلى زيادة قائمة الكلمات بشكل كبير وتضمن افتتاحية ثانية. يحتوي كتاب فرهنك سروري على أكثر من 6000 كلمة، وهو يتألف في المقام الأول من الكلمات الفارسية القديمة التي نادرًا ما كانت تستخدم في القرن السابع عشر ولكن استخدمها الشعراء الفرس الأوائل.
يتكون القاموس من ثمانية وعشرين فصلًا وفهرس وافتتاحيتين. يُعرض القاموس حسب الترتيب الأبجدي. يتكون كل فصل من جميع الكلمات التي تبدأ بالحرف نفسه. يتم وصف معظم الكلمات المدرجة على أنها تحمل عدة معاني. وتستكمل المعاني بآيات من الشعراء الفارسيين الأوائل مثل الدقيقي والفردوسي والأسدي الطوسي والعنصري والفرخي السيستاني والسوزاني السمرقندي ومنجيك الترمذي [الإنجليزية] والسنائي والأنوري. ويُظهر القاموس أيضًا النطق الإقليمي في إيران، مع التركيز على أصوات الحروف المتحركة.
يعد أحد أقدم القواميس الفارسية، الذي كتبه أبو حفص الصغدي في نهاية القرن التاسع أو بداية القرن العاشر ولم يعد موجودًا، أحد المصادر المدرجة في قاموس السروري، مما يجعله ذا أهمية كبيرة. تم الاستشهاد بالعديد من الجمل من هذا القاموس بواسطة سروري. كُتب كتاب فرهنك سروري في إيران، وهو كتاب جدير بالملاحظة في فترة كان يتم فيها إنشاء معظم المعاجم الفارسية في الهند.